# かとうれい
かとう れいこと加藤 禮詮（かとう れいせん）は、日本の僧、霊術家、居合道家。法名は光明大聖（27代目）。

## 概要
加藤清正の傍流にあたる家柄に生まれる。母親は財産目当てで父親と結婚したため、母親には愛されず、母親に暴力を振るわれる幼少期を過ごす。5歳の時に父方の祖父母に引き取られ、修験者であった祖母の兄との出会いから仏門に入る。
大学に入学し得度する。そこで仏とは男性的でもあり女性的でもあるが、男性でも女性でもないと教わる。特定の寺院には所属せずフリーランスの僧侶として活動した時期がある。
2019年7月より大阪で死と死体を疑似体験できるというサービスが始められる。そこでは葬儀を行うというプランもあり、依頼内容によっては、かとうれいによる読経も行われている。
2020年1月よりラブドールの葬儀を行うというサービスが始められる。人形供養を行う神社や寺でも、ラブドールの供養は断られている。処理業者に依頼して廃棄物として処分されることに心理的抵抗を持つ利用者のニーズに応える。ラブドールの解体には、かとうれいが生駒山修験宗二十七代目管長として所蔵している延秀の片切刃短刀を用いる。